# David Michelinie
David Michelinie (* 6. Mai 1948) ist ein amerikanischer Comicautor.

## Leben und Arbeit
Michelinie begann Mitte der 1970er Jahre als hauptberuflicher Comicautor zu arbeiten. Zu seinen frühesten Arbeiten zählen Geschichten für die bei DC-Comics erscheinenden Serien House of Secrets und Swamp Thing.
1977 wechselte er zu Marvel Comics, wo er zunächst – von 1978 bis 1981 – für die Serie Iron Man schrieb, die er um viele bleibende Handlungselemente (wie die Alkoholprobleme des Titelhelden) bereicherte. Sein künstlerischer Partner an diesem Projekt war der Zeichner Bob McLeod. Es folgte ein langjähriger Run als Autor an diversen Spider-Man-Serien wie Web of Spider-Man und The Amazing Spider-Man (1987–1994). Parallel dazu verfasste Michelinie zwei Jahre lang (1979–1981) Geschichten für die Serie Avengers und ein Jahr lang (1980) Stories für die Reihe Daredevil.
In den 1990er Jahren schrieb Michelinie für DC-Comics drei Jahre lang (1994–1997) an der traditionsreichen Serie Action Comics, die von den Abenteuern des Superhelden Superman handelt. 
Gemeinsam mit Bob Layton und Dick Giordano gründete Michelinie 2001 den Verlag Future Comics, der nach nur zweieinhalb Jahren Existenz 2004 geschlossen werden musste.